# Лесопильное
Лесопи́льное — село в Бикинском районе Хабаровского края России. Центр сельского поселения «Село Лесопильное».

## География
Стоит на левом берегу реки Бикин.
Дорога к селу Лесопильное отходит на восток от трассы «Уссури», расстояние до трассы около 4 км, расстояние от перекрёстка до города Бикин около 10 км.

## История
Лесопильное возникло как центр деревообрабатывающей промышленности. В 1940 году получило статус посёлка городского типа. В 1996 году Лесопильное утратило статус посёлка и стало селом.

## Население
| 1959 | 1970  | 1979  | 1989  | 1992 | 2002 | 2010 |
| ---- | ----- | ----- | ----- | ---- | ---- | ---- |
| 1972 | ↘1559 | ↘1199 | ↘1007 | ↘900 | ↗908 | ↘893 |
| 2011 | 2012  | 2013  | 2014  | 2015 | 2016 | 2017 |
| ↘890 | ↘859  | ↘850  | ↘848  | ↘826 | ↘805 | ↘775 |
| 2018 | 2019  | 2020  | 2021  |      |      |      |
| ↘763 | ↘753  | ↘742  | ↘529  |      |      |      |

## Образование
- МБДОУ детский сад № 7[19]
- МБОУ основная общеобразовательная школа сельского поселения «Село Лесопильное»[19]

## Инфраструктура
- Жители села работают на станции Звеньевой Дальневосточной железной дороги.